# 倉田哲朗
もしかして
- 倉田哲郎

ではありませんか？